# Gianpaolo Castorina
Gianpaolo Castorina (Milano, 30 agosto 1976) è un allenatore di calcio ed ex calciatore italiano, di ruolo difensore, vice allenatore del PAOK.

## Carriera
In carriera ha totalizzato 112 presenze in Serie B con le maglie di Monza e Siena.
Appende gli scarpini al chiodo nel 2010 e subito diventa il vice di Cristiano Bacci all'Entella. Nel 2011-2012 allena i Giovanissimi Nazionali biancocelesti per passare poi agli Allievi Nazionali e per ritornare alla vecchia leva nel 2013. Il 9 luglio 2015 viene ufficializzato come nuovo allenatore della Primavera al posto di Nicola Tarroni: al primo anno si piazza secondo in campionato dietro alla Juventus venendo eliminato ai quarti di finale dalla Roma mentre l'anno seguente perde la storica finale di Coppa Italia sempre contro i giallorossi; tra i suoi giocatori c’è il prodigio Nicolò Zaniolo. Il 30 aprile 2017 sostituisce l'esonerato Roberto Breda sulla panchina della prima squadra perdendo contro Hellas Verona e Novara e vincendo contro il Cittadella; il 31 maggio viene confermato anche per la stagione successiva. Il 2 agosto viene ammesso al corso per l’abilitazione a “Allenatore Professionista di 1ª categoria - UEFA PRO” che si svolge a Coverciano da settembre. Il 5 novembre seguente viene esonerato avendo collezionato 14 punti in 13 partite frutto di 3 vittorie, 5 pareggi e 5 sconfitte. Il 9 agosto 2018 viene ufficializzato il suo ritorno nel settore giovanile biancoceleste: allenerà infatti la formazione Berretti, l’equivalente della Primavera. Il 3 ottobre ottiene l'abilitazione da allenatore. Il 7 giugno 2019 battendo la Ternana in finale per 1-0 vince il campionato Berretti e due giorni dopo vince anche la Supercoppa contro il Torino, vincitore del campionato A-B. 
Il 26 maggio 2020, con la squadra ferma al sesto posto in classifica, lascia l’Entella dopo 13 anni ed entra nello staff di Răzvan Lucescu prima all’Al-Hilal e dopo in Grecia, al PAOK, insieme agli altri ex Entella Cristiano Bacci e Matteo Spatafora.
Nell'estate del 2022 torna in Italia per allenare l'Under-18 del Parma. L'anno successivo, nel luglio del 2023, torna a fare il vice di Lucescu al PAOK.

## Statistiche

### Statistiche da allenatore
Statistiche aggiornate al 4 novembre 2017.
| Stagione              | Squadra               | Campionato            | Campionato | Campionato | Campionato | Campionato | Coppe nazionali | Coppe nazionali | Coppe nazionali | Coppe nazionali | Coppe nazionali | Coppe continentali | Coppe continentali | Coppe continentali | Coppe continentali | Coppe continentali | Altre coppe | Altre coppe | Altre coppe | Altre coppe | Altre coppe | Totale | Totale | Totale | Totale | % Vittorie | Piazzamento |
| Stagione              | Squadra               | Comp                  | G          | V          | N          | P          | Comp            | G               | V               | N               | P               | Comp               | G                  | V                  | N                  | P                  | Comp        | G           | V           | N           | P           | G      | V      | N      | P      | %          | Piazzamento |
| --------------------- | --------------------- | --------------------- | ---------- | ---------- | ---------- | ---------- | --------------- | --------------- | --------------- | --------------- | --------------- | ------------------ | ------------------ | ------------------ | ------------------ | ------------------ | ----------- | ----------- | ----------- | ----------- | ----------- | ------ | ------ | ------ | ------ | ---------- | ----------- |
| apr.-giu. 2017        | Virtus Entella        | B                     | 3          | 1          | 0          | 2          | CI              | 0               | 0               | 0               | 0               | -                  | -                  | -                  | -                  | -                  | -           | -           | -           | -           | -           | 3      | 1      | 0      | 2      | 33,33      | Sub., 11º   |
| lug.-nov. 2017        | Virtus Entella        | B                     | 13         | 3          | 5          | 5          | CI              | 1               | 0               | 0               | 1               | -                  | -                  | -                  | -                  | -                  | -           | -           | -           | -           | -           | 14     | 3      | 5      | 6      | 21,43      | Eson.       |
| Totale Virtus Entella | Totale Virtus Entella | Totale Virtus Entella | 16         | 4          | 5          | 7          |                 | 1               | 0               | 0               | 1               |                    | -                  | -                  | -                  | -                  |             | -           | -           | -           | -           | 17     | 4      | 5      | 8      | 23,53      |             |
| Totale carriera       | Totale carriera       | Totale carriera       | 16         | 4          | 5          | 7          |                 | 1               | 0               | 0               | 1               |                    | -                  | -                  | -                  | -                  |             | -           | -           | -           | -           | 17     | 4      | 5      | 8      | 23,53      |             |

## Palmarès

### Giocatore

#### Competizioni nazionali
- Eccellenza: 1

Virtus Entella: 2007-2008

### Allenatore

#### Competizioni giovanili
- Campionato Berretti: 1

Virtus Entella: 2018-2019
- Supercoppa Berretti: 1

Virtus Entella: 2019